# Правопис Павловського
Право́пис Павло́вського — український правопис, вжитий Олексієм Павловським в Граматиці малоросійського наріччя (рос. Грамматика малороссійскаго нарѣчія) (1818).
Фонетична орфографія на основі стандартного російського дореволюційного правопису, що фактично зводилось до таких правил:
- голосний [і] з давніх о, е, ѣ передається літерою і; його йотація на письмі не позначається;
- [и], що походить з и та ы — літерою ы (літера и не вживається);
- Літера ѣ вживається не етимологічно, а для позначення [je], ['е];
- [jo], ['о] передаються диграфом iô;
- звук [g] («ґ») — сполученням кг;
- закінчення дієслів -ться, -шся передаються згідно з вимовою як -цьця, -сся;
- Зберігається літера ъ — наприкінці слів та як розділовий знак.
- Зберігається літера ѳ — для запису деяких слів грецького походження. Пояснено, що її слід читати як буквосполучення «хвт»

## Використання
Правопис Павловського підтримали (з деякими змінами) в своїх творах Г. Квітка-Основ'яненко та П. Гулак-Артемовський.